# Акташ (река)
Акта́ш (кум. Акъташ, чечен. Гӏурий, авар. Ахъташ, низовья в русских летописях известны под названием Казма) — река, протекающая по территории Казбековского и Хасавюртовского районов Дагестана. С кумыкского языка название реки переводится как «белый камень» — акъ таш.

## География
Берёт начало из родников на северо-восточном склоне хребта Суяси-Меэр, отроге Андийского хребта. Длина реки — 156 км, из которых на горную часть реки приходится одна треть. Устье реки несколько раз менялось. Первоначально река при выходе на Кумыкскую плоскость (в районе сел Татаюрт, Камбулат и Казиюрт) разливалась, образуя многочисленные плавни и болота, т. н. Акташские разливы. В многоводные годы воды реки доходили до Аграханского залива, устье располагалось в районе села Новая Коса. Для осушения плавней был построен канал, по которому воды реки сбрасывались в низовье реки Терек (Аликазган). Впоследствии был построен так называемый Акташский тракт — канал, по которому воды рек Аксай и Акташ сбрасываются в реку Сулак в районе села Языковка (Акаро).

## Гидрология
Питание реки смешанное, с преобладанием дождевого и значительным участием подземных вод. Водный режим характеризуется наличием паводков в тёплую часть года и относительно устойчивой зимней меженью. Ниже села Эндирей естественный режим искажается забором воды многочисленными каналами. В низовье реки построено Акташское водохранилище, ныне полностью заиленное. Средний расход в районе села Андрей-Аул составляет 2,65 м³/с, максимальный — 408 м³/с (проходил 6 августа 2003 г.). Средняя мутность воды составляет 220 г/м³, наибольшая превышает 20 000 г/м³.

## Притоки
Основные притоки: Цыркикал, Саласу, Ярыксу, Аксай.

## Изучение реки и водохозяйственное значение
Изучение реки производится на гидрологическом посту Андрей-Аул, расположенном в селе Эндирей. Ранее также наблюдения велись на ГП Ленинаул и Адильотар. Воды реки используются для орошения, а также водообеспечения города Хасавюрт. В отдельные годы на реке действовали малые ГЭС в районе сел Алмак и Ленинаул.